# Košarka u vodi
Košarka u vodi (eng.Waterbasket), vodeni je ekipni šport s loptom, mješavina košarke i vaterpola. Momčadi/djevojčadi sastavljene od pet igrača imaju za cilj zabiti loptu u koš.
U SAD-u, Brazilu i Europi odigrano je nekoliko amaterskih utakmica. Godine 2005. Talijanski košarkaški savez proglasio je novoosmišljeni šport inačicom košarke.
U Nizozemskoj se košarka u vodo igrala i 1970-ih, te je jedino prestižno profesionalno natjecanje nizozemska liga košarke u vodi.

## Vanjske poveznice
- Košarka u vodi  Arhivirana inačica izvorne stranice od 18. rujna 2020. (Wayback Machine)
- Waterbasket  Arhivirana inačica izvorne stranice od 12. prosinca 2007. (Wayback Machine)
- Košarka u vodi, Slovenija
- Košarka u vodi, Nizozemska  Arhivirana inačica izvorne stranice od 30. prosinca 2021. (Wayback Machine)